# Agrostophyllum
Agrostophyllum Blume, 1825 è un genere di piante appartenenti alla famiglia delle Orchidacee.

## Distribuzione e habitat
Il genere ha un areale disgiunto che comprende, sul versante occidentale dell'oceano Indiano, il Madagascar e le isole Seychelles, mentre sul versante orientale comprende il subcontinente indiano, la Cina meridionale e Taiwan, l'Indocina, le Filippine, la Malaysia, l'Indonesia, la Papua Nuova Guinea, spingendosi nell'oceano Pacifico sino alle isole Caroline, Figi, Nuova Caledonia, Samoa e Vanuatu. Il centro di maggiore biodiversità si trova in Nuova Guinea, con oltre 45 specie presenti.

## Tassonomia
Comprende le seguenti specie:
- Agrostophyllum acuminatum Ormerod
- Agrostophyllum acutum Schltr.
- Agrostophyllum alticola Ormerod
- Agrostophyllum ambangense Ormerod
- Agrostophyllum amboinense J.J.Sm.
- Agrostophyllum appendiculoides Schltr.
- Agrostophyllum arabukanum Ormerod
- Agrostophyllum aristatum Kores
- Agrostophyllum asahanense Ormerod
- Agrostophyllum atrobrunneum Ormerod
- Agrostophyllum atrovirens J.J.Sm.
- Agrostophyllum barkeri Ormerod
- Agrostophyllum beleense Ormerod
- Agrostophyllum bilobolabellatum Gilli
- Agrostophyllum bimaculatum Schltr.
- Agrostophyllum boeeanum Ormerod
- Agrostophyllum brachiatum J.J.Sm.
- Agrostophyllum brassii Ormerod
- Agrostophyllum brevipes King & Pantl.
- Agrostophyllum callosum Rchb.f.
- Agrostophyllum carex Ormerod
- Agrostophyllum carrianum Ormerod
- Agrostophyllum cheirophyton Ormerod
- Agrostophyllum clausum Ormerod
- Agrostophyllum compressum Schltr.
- Agrostophyllum crassicaule Schltr.
- Agrostophyllum crassilabium Ormerod
- Agrostophyllum curvilabre J.J.Sm.
- Agrostophyllum cyatheicola Schuit. & de Vogel
- Agrostophyllum cyathiforme J.J.Sm.
- Agrostophyllum cycloglossum Schltr.
- Agrostophyllum cyclopense J.J.Sm.
- Agrostophyllum daymanense Ormerod
- Agrostophyllum dewildeorum Ormerod
- Agrostophyllum dicksoniae Ormerod
- Agrostophyllum dischorense Schltr.
- Agrostophyllum djararatense Schltr.
- Agrostophyllum dolychophyllum Schltr.
- Agrostophyllum earinoides Schltr.
- Agrostophyllum edanoanum Ormerod
- Agrostophyllum elatum Schltr.
- Agrostophyllum elmeri Ames
- Agrostophyllum elongatum (Ridl.) Schuit.
- Agrostophyllum emwoodiae Ormerod
- Agrostophyllum fibrosum J.J.Sm.
- Agrostophyllum flavidum Phukan
- Agrostophyllum flexuosum Ormerod
- Agrostophyllum formosanum Rolfe
- Agrostophyllum fragrans Schltr.
- Agrostophyllum gahavisukae Ormerod
- Agrostophyllum galeandrae Ormerod
- Agrostophyllum globiceps Schltr.
- Agrostophyllum globigerum Ames & C.Schweinf.
- Agrostophyllum glumaceum Hook.f.
- Agrostophyllum graminifolium Schltr.
- Agrostophyllum grandiflorum Schltr.
- Agrostophyllum grubbianum Ormerod
- Agrostophyllum habbemense Ormerod
- Agrostophyllum huonense Ormerod
- Agrostophyllum inflatum Ormerod
- Agrostophyllum inocephalum (Schauer) Ames
- Agrostophyllum javanicum Blume
- Agrostophyllum kairoanum Ormerod
- Agrostophyllum kaniense Schltr.
- Agrostophyllum kerenganum Ormerod
- Agrostophyllum korubunense Ormerod
- Agrostophyllum kusaiense Tuyama
- Agrostophyllum lamellatum J.J.Sm.
- Agrostophyllum lampongense J.J.Sm.
- Agrostophyllum laterale J.J.Sm.
- Agrostophyllum latilobum J.J.Sm.
- Agrostophyllum laxum J.J.Sm.
- Agrostophyllum leucocephalum Schltr.
- Agrostophyllum leytense Ames
- Agrostophyllum libanoanum Ormerod
- Agrostophyllum lisowskii Ormerod
- Agrostophyllum loheri Ormerod
- Agrostophyllum longifolium (Blume) Rchb.f.
- Agrostophyllum longinode Ormerod
- Agrostophyllum longivaginatum Ames
- Agrostophyllum luzonense Ames & Quisumb.
- Agrostophyllum macrocephalum Schltr.
- Agrostophyllum majus Hook.f.
- Agrostophyllum maliauense Ormerod
- Agrostophyllum malindangense Ames
- Agrostophyllum mangkutanae Ormerod
- Agrostophyllum megalurum Rchb.f.
- Agrostophyllum merrillii Ames
- Agrostophyllum militare Ormerod
- Agrostophyllum milneanum Ormerod
- Agrostophyllum mindanense Ames
- Agrostophyllum montanum Schltr.
- Agrostophyllum montis-jayanum Ormerod
- Agrostophyllum mucronatum J.J.Sm.
- Agrostophyllum myrianthum King & Pantl.
- Agrostophyllum neoguinense Kittr.
- Agrostophyllum nidus-avis Ormerod
- Agrostophyllum niveum Schltr.
- Agrostophyllum occidentale Schltr.
- Agrostophyllum paniculatum J.J.Sm.
- Agrostophyllum papuanum Schltr.
- Agrostophyllum parviflorum J.J.Sm.
- Agrostophyllum patentissimum J.J.Sm.
- Agrostophyllum pelorioides Schltr.
- Agrostophyllum philippinense Ames
- Agrostophyllum planicaule (Wall. ex Lindl.) Rchb.f.
- Agrostophyllum potamophilum Schltr.
- Agrostophyllum reeveanum Ormerod
- Agrostophyllum ridleyanum Ormerod
- Agrostophyllum rigidifolium Ridl.
- Agrostophyllum saccatilabium Ames & Quisumb.
- Agrostophyllum saccatum Ridl.
- Agrostophyllum sepikanum Schltr.
- Agrostophyllum simile Schltr.
- Agrostophyllum spicatum Schltr.
- Agrostophyllum spinuliferum Ormerod
- Agrostophyllum stenophyllum Schltr.
- Agrostophyllum stipulatum (Griff.) Schltr.
- Agrostophyllum subacuminatum Ormerod
- Agrostophyllum sumatranum Schltr. & J.J.Sm.
- Agrostophyllum superpositum Schltr.
- Agrostophyllum torricellense Schltr.
- Agrostophyllum trifidum Schltr.
- Agrostophyllum triquetrum Ormerod
- Agrostophyllum uniflorum Schltr.
- Agrostophyllum urdanetae Ormerod
- Agrostophyllum vanhulstijnii J.J.Sm.
- Agrostophyllum ventricosum J.J.Sm.
- Agrostophyllum verruciferum Schltr.
- Agrostophyllum vulcanicum Ormerod
- Agrostophyllum wagiribuanum Ormerod
- Agrostophyllum woitapense Ormerod
- Agrostophyllum yanemense Ormerod
- Agrostophyllum zeylanicum Hook.f.